# محمدمنصور فلامکی
محمدمنصور فلامکی (زاده ۱۳۱۳ مشهد) معمار و شهرساز ایرانی است.

## زندگی
محمد منصور فلامکی متولد سال ۱۳۱۳ در شهر مشهد است.
وی فارغ‌التحصیل با درجه دکترا در دانشگاه ونیز به سال ۱۳۴۱، متخصص در شهرسازی فنی از دانشگاه میلان ۱۳۴۷ و تخصص در مرمت بناها و شهرهای تاریخی از دانشگاه رم ۱۳۴۸ می‌باشد. نامبرده از سال ۱۳۴۸ تا ۱۳۵۴ دانشیار دانشگاه تهران و از سال ۱۳۵۴ به عنوان استاد در دانشگاه مذکور بوده‌است. دکتر فلامکی سال ۸۹ چهره ماندگار در رشته معماری شد.
- استاد دانشگاه غیرانتفاعی پارس
- مدیر گروه آموزشی معماری دانشگاه تهران در سال ۴۹–۵۰
- عضو شورای دانشکده هنرهای زیبا در سال‌های متمادی
- عضو هیئت ممیزه دانشگاه تهران به نمایندگی هیئت علمی دانشکده از سال ۵۵ تا سال ۱۳۸۵
- از سال ۸۵ در دانشکده هنر و معماری دانشگاه آزاد تهران گروه هنر ٬رشته معماری و شهر سازی، گرایش شهرسازی فنی مشغول به فعالیت است.

دراردیبهشت ماه ۱۳۹۷، خانه دکتر محمد منصور فلامکی، با عنوان بنای ملی  با شماره ۳۱۶۹۷ در فهرست میراث ملی کشور به ثبت رسید. خانه استاد فلامکی در خیابان عبدالکریم شریعتی منطقه هفت تهران مربوط به دوران پهلوی دوم است.

## آثار
دارای تألیفات فراوان در زمینه معماری، شهرسازی و مرمت می‌باشد از جمله:
| ردیف | نام کتاب | ناشر                                                  | سال               | نوبت چاپ |
| ---- | --- | ----------------------------------------------------- | ----------------- | -------- |
| ۱    | باز زنده سازی بناها و شهرهای تاریخی                                                                         | دانشگاه تهران، مؤسسه انتشارات و چاپ                   | ۱۸ آبان ۱۳۸۴–۱۳۵۴ | چاپ نخست |
| ۲    | پابلو پیکاسو                                                                                                | فضا                                                   | ۱۳۸۳              |          |
| ۳    | تحرک اجتماعی در شهرهای اقماری ونیز- پادوا – ترویزو از ۱۸۶۱ تا ۱۹۶۱                                          | چاپ دانشگاه ونیز                                      |                   |          |
| ۴    | تکنولوژی مرمت معماری                                                                                        | فضامینا لطفی (ویراستار)                               | ۵ اسفند ۱۳۸۷      |          |
| ۵    | حریم گذاری بر ثروت‌های فرهنگی ایران                                                                          | فضا                                                   | ۱۴ آبان ۱۳۸۴      |          |
| ۶    | ریشه‌ها و گرایش‌های نظری معماری                                                                               | فضا                                                   | ۷ اسفند ۱۳۸۷      |          |
| ۷    | زیستگاه اشتراکی آرمانی در برنامه‌ریزی شهریپدیدآورنده: تامس اندرو راینرمترجمین: محمدمنصور فلامکی، نوین تولایی | فضا                                                   | ۱۳۸۲              |          |
| ۸    | سیری در تجارب مرمت شهری «از ونیز تا شیراز»                                                                  | فضا                                                   | ۲۸ دی ۱۳۸۴        |          |
| ۹    | شکل‌گیری معماری در تجارب ایران و غرب                                                                         | فضامینا لطفی (ویراستار)                               | ۱۵ آذر ۱۳۸۵       |          |
| ۱۰   | فارابی و سیر شهروندی در ایران                                                                               | فضامینا لطفی (ویراستار)                               | ۱ خرداد ۱۳۸۵      |          |
| ۱۱   | مجموعه مقالات اولین سمینار مرمت بناها و شهرهای تاریخی:وجود و آینده مراکز مسکونی تاریخی                      | فضا                                                   | ۶ شهریور ۱۳۸۶     |          |
| ۱۲   | منشور آتن                                                                                                   | فضا                                                   | ۱۳۸۲              |          |
| ۱۳   | نوسازی و بهسازی شهری                                                                                        | سازمان مطالعه و تدوین کتب علوم انسانی دانشگاه‌ها (سمت) | ۲ خرداد ۱۳۸۶      |          |
| ۱۴   | اصل‌ها و خوانش معماری ایرانی                                                                                 | فضا                                                   | ۱۳۹۱              |          |

## مشارکت‌های علمی و فرهنگی
- پایه‌گذاری مؤسسه علمی فرهنگی فضا به سال ۱۳۶۲ به منظور بررسی تبادل تجارب مربوط به فضای ساخته شده به مقیاس‌های گونه گون و انتشار کتابهای معماری بومی (با مشارکت انجمن فرهنگی ایتالیا در تهران)
- نوشهرها (تألیف پروفسور مرلن، ترجمه دکتر رضا قیصریه به همراه معرفی م.م. فلامکی)
- کتاب پیوند موسیقی و شعر (تألیف آقای حسینعلی ملاح)
- کتاب بناها و شهر دامغان (تألیف گروهی از استادان دانشگاه تهران)
- بررسی‌های معماری – شهرسازی و مطالعات به سرپرستی م.م. فلامکی
- کتاب شکل‌گیری معماری در تجارب ایران و غرب (تألیف م.م. فلامکی)
- نخستین شهرها
- تاریخ نقد هنری با همکاری جمعی از مترجمان
- تألیف تهران ۳۲۰۰ ساله (بررسی‌های باستان شناختی آقای سیف‌الله کامبخش‌فرد)
- تألیف مجموعه نوشتارهای دربارهٔ موسیقی و معماری (و بعضی کتب دیگر)
- عضو اینتا (انجمن بین‌المللی نوشهرها) از سال ۱۳۶۳.
- مشارکت باارائه رساله در کنگره‌های بین‌المللی معماری، اول (۱۳۴۹) و دوم (۱۳۵۳) در اصفهان و در شیراز.
- مشارکت در سمپوزیسیوم‌های اول و دوم و سوم معماری ایران - وزارت مسکن و شهرسازی با ارائه رساله.
- مشارکت در کنگره بین‌المللی بازسازی مناطق جنگ زده ایران به سال ۱۳۶۵ در تهران، دانشگاه تهران، با ارائه رساله.
- مشارکت در کنگره‌های جهانی: ایکوموس - مسکووسوزدال ۱۹۷۸ - کنگره جهانی اینتا، روتردام ۱۹۸۴ - کنگره جهانی اینتا، گلاسکو ۱۹۸۵، کنگره جهانی اینتا، لندن ۱۹۸۷، کنگره جنووا ایتالیا ۱۹۸۶ و کنگره جهانی مزا-ینواورلناس ۱۹۸۵ همیشه با ارائه رساله.
- کنگره جهانی اینتا، در پاریس، رتردام، بلفاست و دوبلین و مادرید، تاسال ۲۰۰۲ همیشه با ارائه مقاله.
- کنگره جهانی نشانه گرهای خانه سازی در اروپا به سال ۱۹۹۲.
- برگزیده شدن به عنوان استاد نمونه در بخش تحقیقات علمی، از دانشکده هنر و معماری دانشگاه آزاد اسلامی - واحد تهران مرکزی در سال ۱۳۸۴.
- تدوین و ارائه امور تحقیقاتی برای ارائه طرحی با عنوان مبانی و محتوای علمی-فنی دروس دوره دکترای مرمت معماری به دانشگاه آزاد اسلامی، واحد تهران مرکزی.